# مجمع دبي للاستثمار

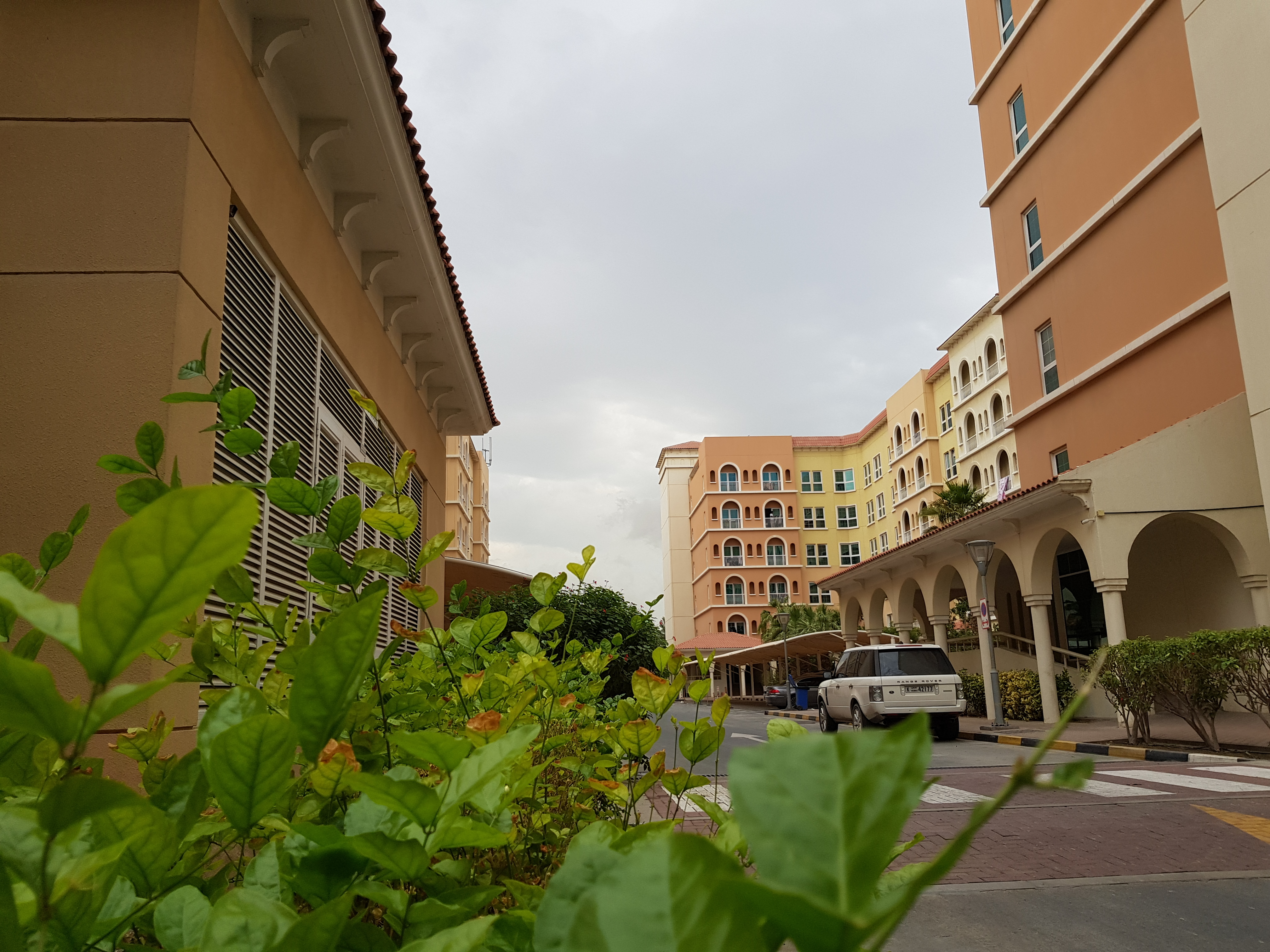
مجمع دبي للاستثمار - 2018

مجمع دبي للاستثمار، هي منطقة أعمال في دبي، الإمارات العربية المتحدة، يشمل مجمع دبي للاستثمار 1 (إلى الغرب) ومجمع دبي للاستثمار 2 (إلى الشرق)، ويشمل أيضاً التطوير التجاري والصناعي والسكني. تأسس المجمع في عام 1995. يغطي مجمع دبي للاستثمار مساحة 2,300 هكتار (5,700 أكر). تقع مدرسة جرينفيلد الدولية ضمن المجمع، وهي مدرسة دولية خاصة تأسست عام 2007. وتقع محطة مترو مجمع دبي للاستثمار في منطقة قرية المجتمع الأخضر في مجمع دبي للاستثمار 1 على الخط الفرعي لمسار 2020 من مترو دبي إلى موقع إكسبو 2020 مباشرة إلى الجنوب من مجمع دبي للاستثمار، عبر طريق إكسبو (E77). وإلى الغرب تقع منطقة جبل علي الصناعية عبر الطريق E311، وإلى الجنوب الغربي يوجد امتداد المنطقة الحرة لجبل علي. يشمل التطوير البحيرات قيد التطوير من قبل شركة شون بروبرتيز منذ عام 2005؛ وصادرت وكالة التنظيم العقاري في دبي أصول الشركة في أغسطس 2018 بسبب فشل الشركة في إكمال المشروع.

## عدد الشركات الواقعة في مجمع دبي للاستثمار
يحتضن مجمع دبي للاستثمار 4600 شركة تغطي مجالات الألمنيوم والفولاذ والمواد الكيماوية والمستحضرات الصيدلانية والبلاستيك والنفط والغاز والإنشاءات ومواد البناء والمقاولات وغيرها.

## عدد سكان مجمع دبي للاستثمار
وفقاً لإحصائيات مركز دبي للاحصاء عام 2019، بلغ عدد سكان مجمع دبي للاستثمار الأول 60,630 نسمة بينما بلغ عدد سكان مجمع دبي للاستثمار الثاني 69,956 ألف نسمة، وبالتالي بلغ مجمل عدد السكان 130,586 نسمة.

## روابط خارجية
- موقع مجمع دبي للاستثمار